# Copeoglossum redondae
Espèce
Copeoglossum redondae est une espèce de sauriens de la famille des Scincidae.

## Répartition
Cette espèce est endémique de l'île Redonda à Antigua-et-Barbuda.

## Étymologie
Cette espèce est nommée en référence à sa distribution : l'île Redonda.

## Publication originale
- Hedges & Conn, 2012 : A new skink fauna from Caribbean islands (Squamata, Mabuyidae, Mabuyinae). Zootaxa, no 3288, p. 1–244 (texte intégral).